# Foster Brooks
Foster Brooks (11 de mayo de 1912 - 20 de diciembre de 2001) fue un actor y cómico estadounidense famoso por sus interpretaciones de borrachines en actuaciones en clubes nocturnos y en televisión.

## Biografía
Brooks nació en Louisville, Kentucky, en el seno de una familia numerosa de ocho hermanos. Su carrera se inició en la radio, principalmente en la emisora WHAS (AM) de Louisville. Brooks era locutor, pero su profunda voz de barítono le dio cierta fama mientras transmitía noticias de las inundaciones del río Ohio en 1937, en las cuales daba boletines de emergencia para la WHAS y para la WSM (AM) de Nashville, Tennessee. En 1952 Brooks actuó en una emisora local de televisión en una parodia de Gene Autry y su tema "Singing Cowboys." Más adelante trabajó en emisoras de radio y TV de Buffalo (Nueva York) y Rochester (Nueva York), antes de trasladarse a la costa oeste para lanzar su carrera como actor cómico y de carácter.
En el show de Steve Allen de los años sesenta, Allen presentó a Brooks como un importante productor cinematográfico. Brooks tropezó en el escenario representando su papel de borracho, engañando a alguno de los invitados. Brooks afirmaba ser el ejecutivo responsable de la edición de películas para la televisión. Su mayor éxito, decía, era la famosa película "Los Tres Mandamientos."
El cantante Perry Como descubrió a Brooks en 1969, dando al cómico su mayor oportunidad. Como quiso que Brooks fuera telonero suyo, a lo cual se negó un mánager. Ante ello Como no quiso actuar, el mánager cedió, y Brooks consiguió el éxito al instante.
Brooks actuó con regularidad en el programa televisivo The Dean Martin Show en la década de 1970, así como en muchos sitcom, talk show, y algunos filmes. Aunque tenía un único personaje básico, demostraba tal coordinación y sutileza que fue reconocido como uno de los grandes intérpretes cómicos de la época. Su personaje fue la base de un álbum cómico titulado "Foster Brooks, The Lovable Lush," sacado a la venta en los primeros años setenta.
Como su personaje de "Lovable Luz (adorable borracho)", Brooks usualmente retrató a un asistente a congresos con copas de más — no absolutamente borracho, pero sí lo bastante ebrio como para mezclar sus palabras con una comicidad deliciosa. Brooks tuvo que luchar sus propias batallas contra el alcohol, aunque durante su período de mayor fama apenas bebió.
Brooks actuó en el programa especial de televisión de 1977 de Johnny Cash, A Concert: Behind Prison Walls, donde se interpretó a sí mismo como un borracho y cantó también la canción "Half as Much". Sin embargo, la sensibilidad de la sociedad hacia el alcoholismo y la borrachera pública cambió en los años ochenta, por lo que Brooks dejó de lado su personaje. 
Brooks falleció el año 2001 en su domicilio de Encino, California, a los 89 años de edad, a causa de una dolencia cardiaca.